# Biegnij, chłopcze, biegnij
Biegnij, chłopcze, biegnij (niem. Lauf, Junge, lauf) – niemiecko-francusko-polski dramat filmowy z 2013 roku w reżyserii Pepe Danquarta, zrealizowany na podstawie powieści Uriego Orlewa Ruz jeled ruz.

## Obsada
- Andrzej Tkacz jako Srulik Frydman / Jurek Staniak
- Kamil Tkacz jako Srulik Frydman / Jurek Staniak
- Elisabeth Duda jako Magda Janczyk
- Itaj Tiran jako Mosze
- Łukasz Gajdzis jako Paweł
- Przemysław Sadowski jako Grzegorz Kowalski
- Jeanette Hain jako pani Herman
- Rainer Bock jako oficer SS
- Grażyna Szapołowska jako Ewa Staniak
- Zbigniew Zamachowski jako Hersch Fridman, ojciec Srulika
- Mirosław Baka jako Mateusz Wróbel
- Jochen Hägele jako oficer Gestapo SS
- Dariusz Siastacz jako przewoźnik odpadów
- Katarzyna Bargiełowska jako Riwa Fridman, matka Srulika
- Damian Ul jako Zygmut
- Grażyna Błęcka-Kolska jako Mania Wróbel
- Adrian Topol jako młody partyzant
- Waldemar Obłoza jako stary partyzant
- Michał Rolnicki jako młody lekarz
- Olgierd Łukaszewicz jako doktor Żurawski
- Julia Stachowicz jako Sofia
- Stanisław Brudny jako starszy mężczyzna w szpitalu
- Izabela Kuna jako pani Kowalska
- Lech Dyblik jako rybak
- Lech Łotocki jako kapłan
- Golo Euler jako SS-Mann
- Urs Rechn jako Scharführer SS